# Я был подростком-оборотнем
«Я был подростком-оборотнем» (англ. I Was A Teenage Werewolf) — фильм ужасов 1957 года, первый фильм в трилогии, состоящей из фильмов «Я был подростком-оборотнем», «Я был подростком-Франкенштейном» и «Как создать монстра». В кинотеатрах фильм показывался в паре с лентой «Вторжение обитателей летающих тарелок».

## Сюжет
Тони Риверс — обыкновенный американский подросток, у которого слишком много энергии. Он очень вспыльчивый, горячий и агрессивный, постоянно ввязывается в драки. После очередной драки полиция рекомендует парню обратиться к доктору-психиатру Брендону, который использует гипноз, чтобы лечить мозговые травмы. Тони отказывается, однако вскоре снова ввязывается в серьёзную драку, после чего его подруга Арлин убеждает Тони отправиться к врачу. Тот соглашается. Однако существует одна проблема. Дело в том, что доктор Брендон видит в Тони не больного пациента, а прекрасный экземпляр для своих безумных экспериментов на тему первобытных инстинктов, которые, как он считает, наиболее явно проявляются в Тони. Доктор Брендон вкалывает Тони сыворотку и вводит в состояние гипноза. После этого Тони превращается в оборотня.